# Lignéville
Lignéville település Franciaországban, Vosges megyében. Lakosainak száma 300 fő (2022. január 1.). Lignéville Contrexéville, Dombrot-le-Sec, Provenchères-lès-Darney, Saint-Baslemont, Thuillières, Vittel és Viviers-le-Gras községekkel határos.

## Népesség
A település népességének változása:
| Lakosok száma | 318  | 313  | 323  | 315  | 312  | 307  | 302  | 302  | 300  |
|               | 2013 | 2015 | 2016 | 2017 | 2018 | 2019 | 2020 | 2021 | 2022 |